# Straßenbahn Kumamoto

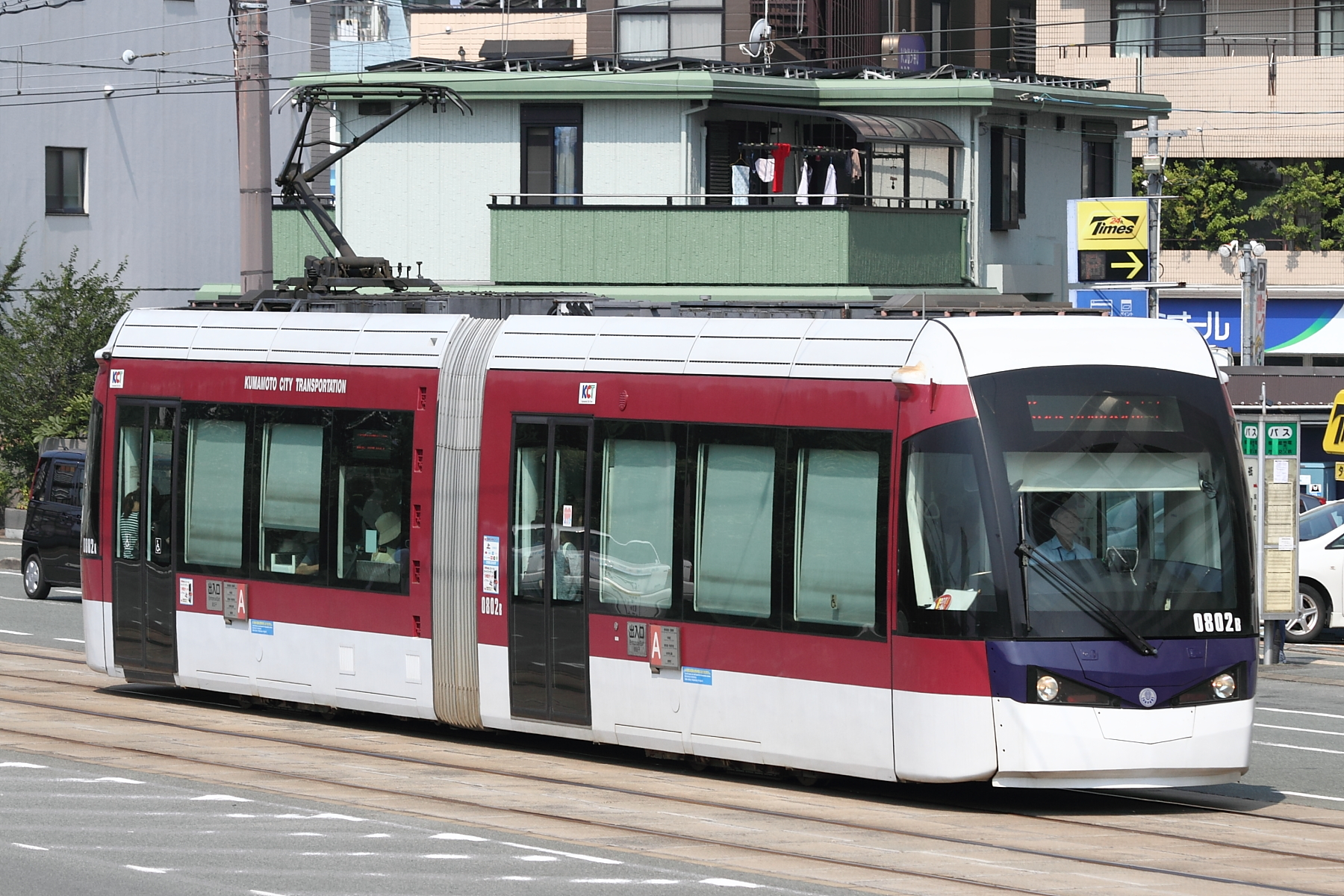
Die neueste Fahrzeuggeneration des Typs 0800 alias „COCORO“ (ココロ)

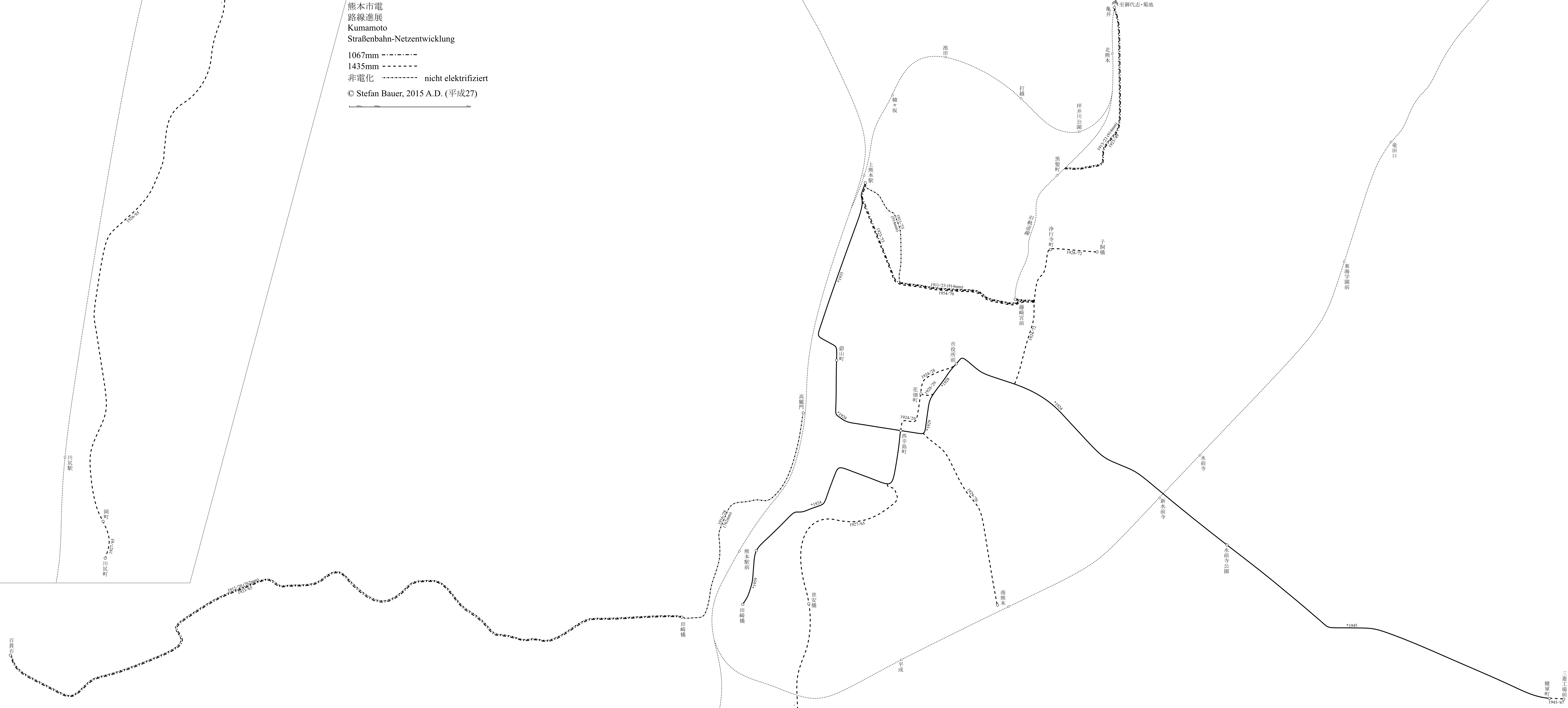
Netzentwicklung (durchgezogen = Bestand, unterbrochen/punktiert = stillgelegt)

Die Straßenbahn Kumamoto (jap. 熊本市電, Kumamoto shiden) ist ein Straßenbahnnetz in Kumamoto auf der Insel Kyūshū in Japan.
Es besteht aus zwei Linien, die über eine gemeinsame Stammstrecke von den östlichen Stadtteilen bis ins Zentrum verkehren, wo sie sich verzweigen. Linie A führt weiter nach Südwesten zum Hauptbahnhof, Linie B nach Norden zum Oberen Bahnhof (上熊本駅 Kami-Kumamoto-eki).
Die elektrische Straßenbahn wurde 1924 eröffnet, der Betrieb erfolgte seit Anfang an unter städtischer Regie.
Zuvor existierende Vorort-Dampftrambahnen wurden erst später nach Elektrifizierung und Umspurung(en) teilweise integriert.
Seine größte Ausdehnung erfuhr das Netz um 1960, als es mit etwa 30 km weite Teile des Stadtgebietes abdeckte sowie bis in den südlich gelegenen Ort Kawashiri (川尻) und über eine separate Linie mit 1067 mm Spurweite bis ins westlich gelegene Hyakkanseki (百貫石) reichte.
Seitdem wurden zahlreiche Strecken stillgelegt, sodass das heutige Netz verblieb.
Potentielle Erweiterungen kamen seitdem nicht über das Diskussionsstadium hinaus.
Eingesetzt werden insgesamt 45 Fahrzeuge. Der Fuhrpark besteht größtenteils aus hochflurigen Einzelwagen. Ab 1997 wurden erstmals in Japan Niederflur-Gelenktriebwagen in Betrieb genommen; MAN/Adtranz lieferte hierzu fünf Zweiteiler. Seit 2009 kamen außerdem drei ähnliche Fahrzeuge von Niigata-Transys hinzu.